# スパイダーマン (池上遼一の漫画)
『スパイダーマン』は、池上遼一による日本の漫画。マーベル・コミックの『スパイダーマン』の翻案漫画としてスタートし、『月刊別冊少年マガジン』（講談社）に1970年1月号から1971年9月号まで連載された。
初期は小野耕世が参加している（ノンクレジット）。第7話（1970年9月号）からは、平井和正が原作としてクレジットされている。

## 概要
当初のストーリーは原作を翻案したものであり、ピーター・パーカーを小森ユウに、ニューヨークを東京に置き換えていた。
しかし、徐々に作風が変化し、独自色が強い作品になっていった。スパイダーマンが活躍しない回やほとんど登場しない回もある。初期にはエレクトロ、リザード、ミステリオといったマーベルのスーパーヴィランの翻案キャラクターも登場したが、悲劇的な出自の人物として描き、登場回で死亡するなど、オリジナルとは異なる展開を見せている。
マーベルのマルチバース（多元宇宙）では本作の舞台は「アース-70019」となっている。
『Spider-Man:The Manga』のタイトルで英語翻訳もされ、マーベル・コミックスから出版された。

### 企画の経緯（スパイダーマン作戦）
1969年、『週刊少年マガジン』の編集長である内田勝が『月刊別冊少年マガジン』の編集長を兼ねる事になった。『月刊別冊少年マガジン』の独自性を出すため、アメリカン・コミックスに目をつけた内田は、小野耕世に相談。小野がスパイダーマンを推薦し、「単なる翻訳ではなく、舞台や人物を日本に移す」という基本路線が提案された。
その後、内田が池上遼一を小野に引き合わせた。小野はオリジナル版を翻訳する一方、自分の解釈を文章としてまとめた。また、小野はスタン・リーに手紙を書き、資料を求めた。しかし、作品の方向性は池上と編集部に任せていた。
後にスタン・リーは「このマンガは、我々のスパイダーマンとは違う。どう評価していいかわからない」と感想を述べている。
誕生編（1970年1月号）はカラーで13ページ。2月号より、100ページでの連載となった。ただし、2回目以降の連載は、通常の無着色ページが多い。
- 本節は、サンワイドコミックス（朝日ソノラマ）第4巻、第5巻に掲載された小野耕世の文章（「スパイダーマン」随想(1)、(2)）に依った。

## 主要登場人物
小森ユウ / スパイダーマン
主人公。ピーター・パーカーに相当する。音羽高校に通っている。
内気なタイプで、「勉強の虫」、「本の虫」と揶揄されている。運動神経は鈍い。後の言葉でいうと「科学オタク」に近い。
幼い頃、両親と別れ、養護施設に入れられる。その後、おばさんがユウを引き取った。
第2話では、荒木と共にレンタルバイクを走らせているが、免許の有無は不明（第10話では免許を有している模様）。
内向的な性格ゆえ当初は荒木以外に友人と呼べる存在が少なく、第5話における婦女暴行疑惑で更に孤立していくが、平井編以降は親しい仲間も増え良好な関係を築いていた模様。それゆえに、彼らが狂気へと駆り立てられる第11話では深い苦悩の表情を見せる事となる。
2014年にマーベルコミックスで展開した様々な異次元のスパイダーマンがクロスオーバーする『スパイダーバース』では池上版スパイダーマン自身は登場しないが、スパイダーマン同士の会話のやりとりの中で「小森という日本のスパイダーマンに会った」という台詞がある。
おばさん
メイ・パーカーに相当。常に和服に白い割烹着姿。眼鏡をかけている。
氏名は出てこない（ユウとの関係も明確にされていない）。職業（収入源）なども不明。徐々に出番が無くなる。
白石ルミ子
ユウのペンフレンド。北海道富良野市から、音信不通になった兄を探すため上京し、後に帰郷（第1話）。
第4話で再び上京。ゴーゴーガールとなり（第5話）、事故死する（第10話）。
荒木
ユウのクラスメイト。第2話から登場。酒もタバコも飲む。バイクにも乗る。第6話では自動車を運転していたが、無免許だった。
父は興田製薬に勤める医学博士。妹がいるが、第11話にのみ登場する。
第5話では剣道部に入部させられていた。
編集長（社長）
情報新聞社の編集長（第3話では「社長」と呼ばれている）。J・ジョナ・ジェイムスンに相当するが、出番は少ない。

## エピソード
第1話「スパイダーマンの誕生」（1970年1月号 - 2月号）
小森ユウは実験の最中、偶然にスパイダーマンの能力を得る。その直後、ペンフレンドのルミが上京。母親の入院費（100万円）の相談のため兄を探すが、川崎の自動車修理工場を辞めた兄は、レーサー、ボクサー、ジャズメンと、職を転々としていた。
時を同じくし、電気人間エレクトロが出現。銀行強盗を繰り返す。科学者から、エレクトロはサイボーグと断定される。
情報新聞社は、エレクトロ退治に1000万円の賞金をかける。ユウは賞金目当てでスパイダーマンとなってエレクトロに挑むが、初戦は敗退。リターンマッチでエレクトロに挑む。
エレクトロは自らを改造した博士を誤殺。「元の身体に戻れない」と自暴自棄になり、スパイダーマンの一撃で致命傷を負う。そのマスクの下から出てきたのは、ルミの兄だった。ルミの兄は、交通事故で子供を障害者にしてしまい、500万円の賠償をする状況に陥っていた。返済に困った兄は、一攫千金を夢見て職を変えていき、ついには被害者の父によって実験台となって電気人間に改造されていたのだった。
兄の正体と死を知ったルミは、ユウの都合した入院費を手に、北海道へ帰る。
第2話「犬丸博士の変身」（1970年3月号）
興田製薬の工場が、トカゲの怪物（リザード）によって次々と襲われる。怪物の正体は犬丸博士だった。
犬丸博士はユウの尊敬する人物だったが、大トカゲの跋扈する孤島に置き去りにされた事により、トカゲ男に変身する能力を身に着けていた。自分を置き去りにし、新薬のデータを独り占めにした荒木博士を怨み、復讐をしていたのである。
心までトカゲに変化した犬丸博士は妻を殺害し、今また荒木を殺そうとした。動物園でのスパイダーマンとの戦闘中、ワニの巣に落ちた犬丸博士は変身が解け、ワニの餌食となった。ユウは「次に同じような怪物に現れたら、その味方をするかもしれない」と危惧する。
- 劇中ではリザードの名称は登場しない。

第3話「強すぎた英雄（ヒーロー）」（1970年4月号）
驚異的な跳躍力を持つ、外国人の殺人プロレスラー、カンガルー男が逃亡。誤解からカンガルー男の逃亡を助けたスパイダーマンは責任を感じ追跡するが、逃げられてしまう。
その場に居合わせた情報新聞社の編集長（社長）は、スパイダーマンに「エレクトロ退治の賞金」を持っていかれた事を逆恨みし、ネガティブ・キャンペーンを計画する。情報新聞の記事がきっかけとなり、日本中にスパイダーマン・バッシングが広まった。
真実を明らかにするため、ユウはカンガルー男の捕獲を決意。情報新聞社の社長に掛け合い、「スパイダーマンの写真を撮る」仕事を請け負い、取材費を前借り。バイクを入手する。
ゲリラ的に金品の強奪を繰り返すカンガルー男は、間違って実験用バクテリアの入ったカプセルを盗む。バクテリアが開放されると、東京中の人間に被害が及ぶ懸念があった。パニックに陥った人々は、我先にと東京から逃げ出していく。
スパイダーマンはカンガルー男を追い詰め、カプセルを回収する。「生まれ持っている能力を使って、どこが悪い?」と主張するカンガルー男に心動かされたユウは、「カンガルー男と同じ事をしてしまう」と自らを恐れ、コスチュームを川へ捨てる。
- カンガルー男はオーストラリアの原野で生まれ、カンガルーと共に育った。

第4話「にせスパイダーマン」（1970年5月号 - 6月号）
スパイダーマンが、東京国際空港で、映画スター・加山年男を襲撃。しかし、それはユウではなかった。偽者の出現にも「もう自分とは関係ない」と心を切り替えたユウだったが、にせスパイダーマンの悪行はエスカレートする。
その頃、ルミがまた上京してきた。母親が死亡したのだ。しばし東京見物をする2人だったが、デモ隊に遭い、離れ離れとなる。一足先に帰宅したユウは、ラジオから聞こえてくる、偽者の通り魔的犯行に自らの行動を重ね、自己嫌悪に陥った。ルミと再会するも、偽者にルミのハンドバッグが奪われる。「大事な母と兄の写真」を奪われたルミは、悲嘆に暮れる。
ユウは再びスパイダーマンとなり、偽者を退治することを決意。しかし偽者は姿を消し、怪人ミステリオがマスコミを通じてスパイダーマン退治に名乗りを上げた。ユウはミステリオと偽者の関係を疑い、清洲橋での決闘に応じるが、人工霧と超音波でスパイダー感覚を翻弄され、敗北する。
敗走の際、幼い子供が巻き添えとなって負傷、スパイダーマンは病院に担ぎ込むが、手術代50万円を請求される。情報新聞社に前借りを断られたユウは、東栄映画撮影所でスタントマンのアルバイトを行う。毎日、傷だらけで帰ってくるユウを気遣うおばさんとルミだったが、ユウは頑なに秘密を守る。
手術費を手に病院を訪れたスパイダーマンだったが、ミステリオに待ち伏せされる。しかも、偽者が直前に銀行強盗をしており、その罪を医師から突きつけられる。ミステリオの霧を防ぐため、スパイダーマンは走る電車の上で戦う。ミステリオの下からはにせスパイダーマンのマスクが、そしてその下からは、スタントマンの先輩であり、心優しい人物のはずの北川の顔が現れた。
- ミステリオはウェブシューターを使用し、スパイダー感覚のことまで知っているが、その理由は明かされない。

第5話「疑惑の中のユウ」（1970年7月号）
ルミが書置きを残し、ユウの元を去った。行方を追うユウは、川原で女性が襲われる場面に遭遇。女性をルミと間違えたユウは4人組を撃退するが、女性から暴漢と誤解される。
4人組の一人は、剣道部のキャプテンである美川だった。ユウは美川を誘き出すため、あえて誤解を解かずに暴漢の汚名を被る。
- 偶然、ゴーゴー喫茶に入ったユウは、そこで働くルミと再会する。ルミはユウのことを想い身を引くが、ユウは再度の訪問を約束する。
- スパイダーマンのコスチュームを着ているシーンは、自宅で苦悩しているシーンのみ。

第6話「狂気の夏」（1970年8月号）
荒木は父の車を無断借用し、無免許運転で海を目指していた。同乗するのは、ユウと、もう1名の男子。灼熱の太陽が照りつける中、渋滞に巻き込まれたユウは、自らが欲望に負け、感情のままに超能力を振るう様子を想像する。
渋滞を抜けた頃、外国人男性のバイク（ハーレー）がユウたちの車を抜いた。抜き返す荒木だったが抜き返され、拳銃を放たれてしまう。
気分を変え、海に到達したユウたちだったが、その時は土砂降りになっていた。女性2人をナンパし、レストランに入ったユウたちは、ハーレーの外国人と再会する。外国人は詰め寄った警官にも発砲、ユウたちを人質にして逃亡を続け、旅客機に乗り込む。機内でも無差別に発砲し、乗客を負傷させ、着陸装置まで破壊する。自暴自棄になったかのような外国人だったが、詰め寄ったユウが弾丸を跳ね返し、詰問するのを見て恐怖に襲われる。
ユウはスパイダーマンとなり、機外からフラップを操作。機は無事に着陸した。
外国人男性は、アメリカ軍のジョージ・ミードロ一等兵。ベトナム戦争の前線に戻ることを嫌い、追い詰められ犯行に至ったのだった。

### 平井和正参加後
第7話「おれの行く先はどこだ!?」（1970年9月号 - 10月号）
暴漢の汚名をそのままにしておいたユウは、荒木や一般の生徒から敬遠される。そんな中、不良グループがユウに接触する。グループのリーダー・犬丸は、麻薬の密売で金を稼いでいた。ユウと奇妙な友情に結ばれた犬丸だったが、暴力団との勢力抗争に巻き込まれる。
- ルミはゴーゴー喫茶のマネージャーに頼み、ユウに恋愛を諦めさせるべく芝居を行う。

第8話「冬の女」（1970年11月号）
斉木美夜は、山野という女たらしにすべてを奪われたことをきっかけに、死を撒く存在となった。彼女を追っていた高尾宏は、「斉木が死なない限り、彼女の回りでの事故死が無くならない」とユウに告げる。しかし、ナイフを手にした高尾は、自らを傷つけ死亡する。ユウはスパイダーマンとなり、斉木を止めるべくナイフを手にするが……。
- 平井の短編SF小説「死を蒔く女」が原型。

第9話「ストレンジャーズ」（1970年12月号）
警視庁副総監の誘拐に、ユウと少女が巻き込まれる。紅軍派を名乗る3人組だったが……。
- 平井がSF作家としてデビューする前に書いたノンSFの短編小説「見知らぬ者に百合はない」が原型。

第10話「狂魔（くるま）」（1971年1月号）
ルミが交通事故に巻き込まれて死亡した。おばさんと共に病院に駆けつけたユウは、ルミの手帳を見つける。そこには、ユウのためを想い、身を引く決意が書き込まれていた。
犯行は通り魔（狂魔）の仕業だった。ハイウェイの殺人者として、次々に犯行を重ねる狂魔。ユウは「狂魔パトロール」に志願、トップ・レーサーの滝正吾にバイクの特訓を受ける。
荒木は通学電車の中で狂魔への憧れを口にしたが、ユウは復讐を誓う。スパイダーマンは狂魔を追い詰めたが、運転席にいたのは滝正吾だった。
第11話「金色の目の魔女」（1971年2月号 - 4月号）
ユウのクラスの担任として、三輪真名児（みわ まなこ）という女性教師が赴任してきた。その日から、学校は徐々に狂気に包まれていった。三輪の金色の目を覗き込んだ者は、自らの本性を見てしまうのだ。生徒が暴徒と化す中、機動隊が校内に突入したが、機動隊までが狂気に支配され、同士討ちに陥った。ユウはスパイダーマンとなり三輪と対峙したが、彼にもどうする事も出来なかった。
- 平井の短編SF小説『妖怪教室』が原型。同小説と本エピソードのストーリーを基に、平井は短編SF小説『魔女の標的』を執筆している。
- 『魔女の標的』はさらに、梁慶一が平井の小説『死霊狩り』を漫画化した際、エピソードの一つとして取り入れている。

第12話「スパイダーマンの影」（1971年5月号 - 7月号）
重傷を負った北野光夫に輸血したユウ。しかし輸血により、スパイダーマンの能力までが移っていた。スパイダーマンの能力を悪用し、姉・雪子まで破滅させた光夫。ユウは光夫に戦いを挑むが、光夫の能力はオリジナルに勝っていた。ユウを追い詰める光夫だが、能力を使い続けた結果、肉体に限界が訪れ急激に老人化する光夫。老人となった光夫はユウに助けを求めるが、ユウにはどうすることも出来なかった。
- 本エピソードのストーリーは平井の小説、アダルト・ウルフガイ・シリーズの一作「人狼、暁に死す」に転用された。
- 「人狼、暁に死す」はさらに、かどたひろしが同シリーズを原作とする『Wolf Guy』で（再）漫画化している。

第13話「虎を飼う女」（1971年8月号 - 9月号）
新人歌手・尾関ミキは芸能プロダクションに潰された。「見えない虎」を無意識で発生させる能力を持った尾関は、次々と復讐していく。しかし、その能力を与えたのはユウ自身だった。
- スパイダーマンのコスチュームは登場しない。
- 本エピソードのストーリーはアダルト・ウルフガイ・シリーズの一作「虎よ!虎よ!」に転用された。

単行本によっては、第11話と第12話が逆に収録されているが、ここでは連載順（時系列順）に記載した。
- サンワイドコミックス（朝日ソノラマ）、および後年に同書を再編集した同社の単行本が、上記の状態となっている。

## オリジナルとの相違点
大きな相違点は、「舞台を日本に移し、主人公を日本人にしたこと」の他に、ベン・パーカーの不在、他のヒーローの不在、ワイズクラック（軽口）を使わない、という点がある。
ベン・パーカーの不在
スパイダーマンの原点は、「大いなる力には、大いなる責任が伴う」という、ベンの言葉である。ピーターは窮地に追い込まれても、この言葉で奮起していた。しかし、小森ユウにはこれに該当するポリシーがない。
他のヒーローの不在
マーベル・コミックでは、前身のタイムリィ・コミックス時代からクロスオーバーが行われてきた（初期のものは第二次世界大戦期の初代ヒューマントーチとサブマリナーの共演など）。
ピーターもマーベル・ユニバースの住人であり、当然、他のスーパーヒーローが存在している。
- スパイダーマンは、給料目当てでアヴェンジャーズのメンバーになろうとしたことがある。その後、予備メンバーとなった時期もあった。

従って、ピーターはアドバイスや救援を求める（求められる）こともある。
- ヴェノムとの戦いの後、シンビオートの対処のためファンタスティック・フォーの元を訪れた事もある。
- アニメ版では、治療のためにX-メンの元を訪れた。その後、突然変異を繰り返し暴走したが、他のヒーローやヴィランに助けられている。

小森ユウの世界にはスーパーヒーローは不在であり、彼は孤立している。
これらの要因により、ユウの苦悩と孤独感は、ピーターのそれよりも深いものになっている（自らの暴走を強く恐れている）。

## 単行本
サンコミックス（朝日ソノラマ）
最初の単行本で、1976年発行。全8巻。生頼範義がカバーイラストを担当した。当時の漫画単行本としては珍しく、巻末に解説（小野耕世による随想）が掲載されていた。
サンワイドコミックス（朝日ソノラマ）
1986年から1987年にかけて発行。全5巻。
平井和正編から収録しているため、第1巻は第7話から順に収録されている（最終回は第3巻に収録）。第4巻、第5巻には、第1話から第6話までを収録。
- 第11話と第12話は連載順（時系列順）とは逆に収録されている。
- 第4話「にせスパイダーマン」が前後編表記となり、第4巻と第5巻を跨いで収録されている。

奥付には、マーベル・コミックの著作権表示（マルシー）がある。
解説などが掲載されている巻がある。
第1巻
『スパイダーマン』と私　高橋留美子
- 高橋は「冬の女」に言及している（表紙は「冬の女」モチーフとなっている）。

解説　飯嶋秀子
第4巻
「スパイダーマン」随想(1)　小野耕世
第5巻
「スパイダーマン」随想(2)　小野耕世
平成版（朝日ソノラマ）
1995年から1996年にかけて刊行。全5巻。
上記サンワイド版を、第1話から順に編集しなおしている。
- サンワイド版と同じく、第11話と第12話は連載順（時系列順）とは逆に収録されている。
- 同じく、第4話「にせスパイダーマン」が前後編表記となり、第1巻と第2巻を跨いで収録されている。

奥付には、マーベル・コミックの著作権表示があり、マーベルのロゴも記載されている。
第1巻、第2巻には、小野耕世の「スパイダーマン」随想(1)、(2)」が再録されている。
帯には「1996年にテレビアニメがスタート」、「ジェームズ・キャメロン監督により映画化決定」という内容が記されている。
MF文庫（メディアファクトリー）
全5巻。最終巻に池上遼一のインタビューを収録。
MFコミックス（メディアファクトリー）
全5巻。最終巻に池上遼一のインタビューを収録（MF文庫からの再録）。